# Hidemi Suzuki
Hidemi Suzuki (Japans: 鈴木秀美,Suzuki Hidemi) (Kobe, 29 oktober 1957) is een Japanse cellist.
Zijn repertoire reikt van barokmuziek tot de 19e eeuw. Van bijzonder belang zijn zijn opnames van de cellosonates van Francesco Geminiani, de werken voor cello en piano van Ludwig van Beethoven en de celloconcerten van Carl Philipp Emanuel Bach.
Na een succesvolle carrière als modern cellist richtte hij zich op de authentieke uitvoeringspraktijk. In 1984 verliet hij zijn vaderland om bij de Nederlandse cellist Anner Bijlsma te gaan studeren. In die periode werd hij een van de toonaangevende barokcellisten van Europa. Hij was lid van La Petite Bande, Frans Brüggens Orkest van de Achttiende Eeuw en het Boccherini Kwartet Tokyo. Hij doceerde onder meer aan het Koninklijk Conservatorium van Brussel. Leerlingen van hem waren Antje Geusen, Christoph Theinert en Mime Yamahiro.
Tegenwoordig woont hij weer in Japan. Hij is lid van het Bach Collegium Japan en leidt het door hem opgerichte Orchestra Libera Classica, dat zich gespecialiseerd heeft in de interpretatie van 18e-eeuwse werken op authentieke instrumenten. Samen met collega-musici Ryo Terakado en Sophie Gent (barokviool) en Yoshiko Morita (altviool) vormde hij het kwartet Mito dell'Arco. 
Suzuki is een overtuigd voorstander van het gebruik van darmsnaren op de cello. Samen met de Mexicaanse strijkstokkenmaker Luis Emilio Rodriguez heeft hij invloed gehad op de reconstructie van historische bogen zonder deze te buigen na verhitting boven een vuur.
Hidemi Suzuki is een broer van Masaaki Suzuki.
In 1995 behaalde Mark Lambrecht aan het Koninklijk Conservatorium van Brussel een eerste prijs barokcello onder leiding van Hidemi Suzuki.